# Rorippa austroamericana
Rorippa austroamericana là một loài thực vật có hoa trong họ Cải. Loài này được Mart.-Laborde miêu tả khoa học đầu tiên năm 1983.